# Alíz Sarudi
Alíz Sarudi (Szolnok, 12 de febrero de 1988) es una deportista húngara que compite en piragüismo en la modalidad de aguas tranquilas. Ganó tres medallas de bronce en el Campeonato Mundial de Piragüismo entre los años 2011 y 2015, y una medalla de plata en el Campeonato Europeo de Piragüismo de 2014.

## Palmarés internacional
| Campeonato Mundial | Campeonato Mundial     | Campeonato Mundial | Campeonato Mundial |
| Año                | Lugar                  | Medalla            | Competición        |
| ------------------ | ---------------------- | ------------------ | ------------------ |
| 2011               | Szeged (Hungría)       | Medalla de bronce  | K2 1000 m          |
| 2014               | Moscú (Rusia)          | Medalla de bronce  | K2 1000 m          |
| 2015               | Milán (Italia)         | Medalla de bronce  | K2 1000 m          |
| Campeonato Europeo |                        |                    |                    |
| Año                | Lugar                  | Medalla            | Competición        |
| 2014               | Brandeburgo (Alemania) | Medalla de plata   | K2 1000 m          |